# Hội đồng Quốc gia (Bhutan)
Hội đồng Quốc gia là thượng viện của Nghị viện lưỡng viện mới của Bhutan, bao gồm cả Druk Gyalpo (Quốc vương) và Quốc hội. Đây là viện lệ thuộc, và không thể tạo ra dự luật tiền tệ hoặc ngân sách. Bên cạnh việc tạo lập và rà soát pháp luật của Bhutan, Hội đồng Quốc gia đóng vai trò là viện đánh giá các vấn đề ảnh hưởng đến an ninh, chủ quyền hoặc lợi ích của Bhutan mà cần phải được thông báo của Druk Gyalpo, Thủ tướng và Quốc hội. Hai mươi thành viên của Hội đồng đầu tiên đã được bầu trong cuộc bầu cử đầu tiên của Hội đồng được tổ chức vào ngày 31 tháng 12 năm 2007 và ngày 29 tháng 1 năm 2008.

## Thành viên
Hội đồng Quốc gia bao gồm 25 thành viên. Hai mươi thành viên được bầu bởi các cử tri của hai mươi dzongkhag, trong khi năm thành viên còn lại được Druk Gyalpo chỉ định. Các thành viên không được phép thuộc bất cứ đảng phái chính trị nào và cần có bằng cấp tối thiểu tốt nghiệp từ một trường đại học được công nhận. (Điều. 11)
Các thành viên của Hội đồng Quốc gia khóa đầu tiên nhìn chung đều khá trẻ, nhiều người trong số họ dưới 40 tuổi. Điều này được cho là bởi vì chỉ những người có bằng cử nhân mới được phép trở thành ứng cử viên, và việc tiếp cận với giáo dục chính quy tiêu chuẩn chỉ mới có gần đây ở Bhutan.

## Lịch sử
Hội đồng Quốc gia tiền thân là Hội đồng Cố vấn Hoàng gia (Lodey Tshogdey), đã được đề cập đến trong luật pháp Bhutan vào năm 1953. Ngay từ đầu, các thành viên của Hội đồng Cố vấn Hoàng gia đồng thời là thành viên của Quốc hội đơn viện (Tshogdu, tức là viện Quốc hội hiện tại của Bhutan). Hội đồng Cố vấn Hoàng gia được chính thức thành lập vào năm 1965 để tư vấn cho Druk Gyalpo và các bộ trưởng, và giám sát việc thực hiện các chương trình và chính sách do Quốc hội ban hành. Hội đồng Cố vấn Hoàng gia đã trở thành một cơ quan tư vấn và cố vấn. Sáu thành viên của Hội đồng Quốc gia đã được bầu cử dân chủ, hai người được giới tăng lữ bầu lên và một người được Druk Gyalpo chỉ định làm Chủ tịch. Theo các điều lệ năm 1979 cho các thành viên Hội đồng, các đại diện tu sĩ đã được yêu cầu phải biết chữ và "có kiến thức cao về tôn giáo Drukpa Kargyupa". Những tu sĩ được đề cử phải được sự chấp thuận của Nghị trưởng Quốc hội. Các đại diện khu vực được Quốc hội bầu lên từ một danh sách được xác nhận bởi các hội đồng làng, xã. Họ phải có kiến thức, hiểu biết về văn hoá truyền thống và phong tục tập quán Bhutan. Là cơ quan tư vấn chính cho Druk Gyalpo, Hội đồng Cố vấn Hoàng gia là một tổ chức chính yếu của nhà nước và đã tác động trực tiếp với Quốc hội.
Nội các đầu tiên của Bhutan bao gồm Hội đồng Cố vấn Hoàng gia cùng với Hội đồng Bộ trưởng (hiện nay là Lhengye Zhungtshog). Các thành viên cùng chịu trách nhiệm trước Quốc vương và Quốc hội (Tshogdu).
Hội đồng Quốc gia được thành lập năm 2008 theo Điều 11 của Hiến pháp Bhutan, không đề cập đến Hội đồng Cố vấn Hoàng gia. Đạo luật của Hội đồng Quốc gia tiếp theo năm 2008 đã được soạn thảo theo cơ chế độc lập của Hội đồng Quốc gia. Một phần của khuôn khổ này bao gồm việc bãi bỏ rõ ràng "tất cả các luật khác liên quan đến Hội đồng Cố vấn Hoàng gia". Đạo luật của Hội đồng Quốc gia đưa ra các tiêu chuẩn; các cuộc họp, trình bày, tranh luận, và các thủ tục bỏ phiếu; ủy ban và cơ quan lập pháp; và phê bình, xóa bỏ, và các hình phạt khác đối với các thành viên của Hội đồng Quốc gia. Đạo luật cũng thiết lập một Chủ tịch, một Phó Chủ tịch, và một Tổng thư ký được chỉ định để quản lý Hội đồng Quốc gia.
Cuộc họp chung đầu tiên của Nghị viện, bao gồm cả Hội đồng Quốc gia, được tổ chức từ ngày 8 tháng 5 đến ngày 30 tháng 5 năm 2008. Kỳ họp thứ nhất của Hội đồng Quốc gia được tổ chức từ ngày 17 tháng 6 đến ngày 24 tháng 7 năm 2008.

## Hội đồng Quốc gia hiện tại
Hội đồng Quốc gia hiện tại là Hội đồng Quốc gia khóa 2, được bầu vào 23 tháng 4 năm 2013.

### Thành viên hiện tại
| Tên                   | Giới tính | Chức vụ      | Dzongkhag/Chỉ định             |
| --------------------- | --------- | ------------ | ------------------------------ |
| (Dr.) Sonam Kinga     | Nam       | Chủ tịch     | Trashigang                     |
| Tshering Dorji        | Nam       | Phó chủ tịch | Haa                            |
| (Dasho) Tashi Wangyal | Nam       | Thành viên   | Chỉ định (Thành viên xuất sắc) |
| Tashi Wangmo          | Nữ        | Thành viên   | Chỉ định (Thành viên xuất sắc) |
| Karma Tshering        | Nam       | Thành viên   | Chỉ định (Thành viên xuất sắc) |
| Kesang Chuki Dorjee   | Nữ        | Thành viên   | Chỉ định (Thành viên xuất sắc) |
| Phuntsho Rapten       | Nam       | Thành viên   | Chỉ định (Thành viên xuất sắc) |
| Nima                  | Nam       | Thành viên   | Bumthang                       |
| Pema Tenzin           | Nam       | Thành viên   | Chhukha                        |
| Sonam Dorji           | Nam       | Thành viên   | Dagana                         |
| Sangay Khandu         | Nam       | Thành viên   | Gasa                           |
| Tempa Dorji           | Nam       | Thành viên   | Lhuentse                       |
| Sonam Wangchuk        | Nam       | Thành viên   | Monggar                        |
| Kaka Tshering         | Nam       | Thành viên   | Paro                           |
| Jigmi Rinzin          | Nam       | Thành viên   | Pema Gatshel                   |
| Rinzin Dorji          | Nam       | Thành viên   | Punakha                        |
| Jigme Wangchuk        | Nam       | Thành viên   | Samdrup Jongkhar               |
| Sangay Khandu         | Nam       | Thành viên   | Samtse                         |
| Dhan Bdr. Monger      | Nam       | Thành viên   | Sarpang                        |
| Nima Gyaltshen        | Nam       | Thành viên   | Thimphu                        |
| Tashi Phuntsho        | Nam       | Thành viên   | Tashi Yangtse                  |
| Tharchen              | Nam       | Thành viên   | Trongsa                        |
| Kamal Bahadur Gurung  | Nam       | Thành viên   | Tsirang                        |
| Tashi Dorji           | Nam       | Thành viên   | Wangdue Phodrang               |
| Pema Dakpa            | Nam       | Thành viên   | Zhemgang                       |

### Các ủy ban
Các thành viên của Hội đồng Quốc gia, trừ Chủ tịch Hội đồng, đều có thể tham gia vào một hay nhiều Ủy ban của Hội đồng. Các thành viên trong Ủy ban sẽ do Chủ tịch Hội đồng Quốc gia chỉ định với sự xem xét hợp lý của thành viên trong Ủy ban.
| Ủy ban                                      | Chức vụ      | Tên                                                                                             |
| ------------------------------------------- | ------------ | ----------------------------------------------------------------------------------------------- |
| Ủy ban Hoạt động của Nghị sĩ                | Chủ tịch     | Tshering Dorji                                                                                  |
| Ủy ban Hoạt động của Nghị sĩ                | Thành viên   | - Sonam Dorji - Sangay Khandu - Tempa Dorji - Sonam Wangchuk - Sangay Khandu - Dhan Bdr. Monger |
| Ủy ban Lập pháp                             | Chủ tịch     | Sangay Khandu                                                                                   |
| Ủy ban Lập pháp                             | Phó chủ tịch | Karma Tshering                                                                                  |
| Ủy ban Lập pháp                             | Thành viên   | - Sonam Wangchuk - Phuntsho Rapten - Tashi Phuntsho                                             |
| Ủy ban Kinh tế                              | Chủ tịch     | Sangay Khandu                                                                                   |
| Ủy ban Kinh tế                              | Phó chủ tịch | Pema Tenzin                                                                                     |
| Ủy ban Kinh tế                              | Thành viên   | - Pema Dakpa - (Dasho) Tashi Wangyal - Sonam Dorji                                              |
| Ủy ban Văn hóa & Xã hội                     | Chủ tịch     | Dhan Bdr. Monger                                                                                |
| Ủy ban Văn hóa & Xã hội                     | Phó chủ tịch | Kesang Chuki Dorjee                                                                             |
| Ủy ban Văn hóa & Xã hội                     | Thành viên   | - Jigme Wangchuk - Nima - Tashi Dorji                                                           |
| Ủy ban Môi trường và Tài nguyên thiên nhiên | Chủ tịch     | Jigmi Rinzin                                                                                    |
| Ủy ban Môi trường và Tài nguyên thiên nhiên | Phó chủ tịch | Nima Gyaltshen                                                                                  |
| Ủy ban Môi trường và Tài nguyên thiên nhiên | Thành viên   | - Rinzin Dorji - Tshering Dorji                                                                 |
| Ủy ban Quản trị Tốt                         | Chủ tịch     | Tharchen                                                                                        |
| Ủy ban Quản trị Tốt                         | Phó chủ tịch | Kamal Bahadur Gurung                                                                            |
| Ủy ban Quản trị Tốt                         | Thành viên   | - Tashi Wangmo - Kaka Tshering - Tempa Dorji                                                    |
| Ủy ban Đối ngoại                            | Chủ tịch     | Kaka Tshering                                                                                   |
| Ủy ban Đối ngoại                            | Phó chủ tịch | Nima                                                                                            |
| Ủy ban Đối ngoại                            | Thành viên   | - (Dasho) Tashi Wangyal - Sangay Khandu - Tashi Dorji                                           |